# 아이스테이션 V35
아이스테이션 V35(i-STATION V35)는 아이스테이션이 2006년에 출시한 포터블 미디어 플레이어이다.

## 논란
아이스테이션 i2에 탑재된 내비게이션은 나브텍이 지도를 공급하여 데이터가 업데이트되어 왔지만, 2008년 말부터 나브텍이 지도 공급을 중단하였다. 이로 인해 장기간 소비자와 제조사간 분쟁이 있었고, 한 소비자는 지도가 업데이트가 되지 않아 길을 헤맸다는 이유로 정신적 및 금전적 피해에 대해 74만2천원을 보상하라고 민사소송을 제기했지만 패소했다. 그 후 계속된 분쟁 끝에 한국소비자원은 소비자분쟁조정위원회를 통해 집단분쟁조정 절차를 개시하기로 결정하였다.